# Corythalia hadzii
Corythalia hadzii är en spindelart som beskrevs av Lodovico di Caporiacco 1947. Corythalia hadzii ingår i släktet Corythalia och familjen hoppspindlar. Inga underarter finns listade i Catalogue of Life.